# Рябинин, Евгений Александрович
Евге́ний Алекса́ндрович Ряби́нин (19 мая 1948 — 18 декабря 2010, Сыктывкар) — советский и российский археолог и историк Древней Руси. Доктор исторических наук, ведущий научный сотрудник Института истории материальной культуры РАН, где работал с 1971 года. Специалист в области древнерусской и финно-угорской археологии, истории ранних городов Северной и Северо-Западной Руси.

## Основные работы
Диссертации
- Финно-угорские элементы в культуре Северной Руси X—XIV вв. Дисс. … канд. ист. наук. 1974.
- Финно-угорские племена в составе Древней Руси (К истории славяно-финских этнокультурных связей). Дисс. … д. ист. наук. 1991.

Монографии
- Зооморфные украшения древней Руси X—XIV вв. Л.: Наука, 1981. 123 с.
- Костромское Поволжье в эпоху средневековья. Л.: Наука, 1986. 160 с.
- Финно-угорские племена в составе Древней Руси. СПб.: Изд-во СПбГУ, 1997. 260 с.
- Водская земля Великого Новгорода. СПб., 2001. 264 с.
- У истоков Северной Руси: новые открытия. СПб.: Блиц, 2003. 223. с: ил.